# Jera Kompan
Jera Kompan (17 settembre 2002) è un'ex sciatrice alpina slovena.

## Biografia
Attiva dall'ottobre del 2018, la Kompan ha disputato un'unica gara in Coppa Europa, il 27 febbraio 2020 a Krvavec in slalom gigante senza completare la prova, e si è ritirata al termine della stagione 2020-2021: la sua ultima gara è stata uno slalom gigante FIS disputato il 4 marzo a Maribor. Non ha debuttato in Coppa del Mondo né ha preso parte a rassegne olimpiche o iridate.

## Palmarès

### Campionati sloveni
- 4 medaglie:
  - 1 ori (discesa libera nel 2019)
  - 2 argenti (supergigante, combinata nel 2019)
  - 1 bronzi (slalom speciale nel 2019)